# Amazon Golf Course
Amazon Golf Course es un campo de golf localizado al sur de la área metropolitana de Iquitos, Perú. El golf jugado en Amazon Golf Course es peculiar, y el campo es el único ambientado para el juego en la Amazonía Peruana, el cual se caracteriza por sus búnkeres, trampas de aguas habitadas por pirañas y caimanes, y sus motocarros de golf. El Amazon Golf Course está ubicado en 24 acres (10 hectáreas) de césped.

## Historia
La idea de construir un campo de golf se concibió en enero de 2004 en The Yellow Rose of Texas. Mike Collis, el mismo fundador de The Iquitos Times, aseguró que el Amazon Golf Course se convertiría en el «campo de golf más aislado en el mundo». Collis animó el proyecto con optimismo, conduciendo a su diseño, el cual fue hecho por Wally Lloyd. En su construcción en 2004, el monte fue retirado con cuidado para no alterar la ecología.
Fue oficialmente inaugurado en 2008. En su primera época, se iniciaron talleres de golf a principiantes, quienes algunos encontraron al campo como difícil, sin embargo, Lloyd aclaró: «Un campo de golf de 9 hoyos que es fácil no vale la pena jugar». En su desarrollo, el campo de golf fue adquiriendo atractivo por sus únicas características amazónicas, y al ser considerada el único campo de golf en la Amazonía peruana.

## Características
El Amazon Golf Course es considerado el campo de golf más remoto en el mundo y el más peculiar de todos, según Time. El campo consiste de 10 hectáreas de césped cubierto de 3 hoyos de 2 pares, 4 hoyos de 6 pares, y un espacio de 505 yardas con hoyos de 5 pares. Tiene varias trampas de arenas y 8 de agua, las cuales contiene 450 pirañas bermejas (Pygocentrus nattereri) y caimanes.
Contrario a otros campos de golf en el mundo, el Amazon Golf Course es irrigada naturalmente por las constantes lluvias anuales. El equipo se encarga en drenar el campo para impedir que esté «constantemente empapada».